# Tuttington
Tuttington – wieś w Anglii, w hrabstwie Norfolk, w dystrykcie Broadland. Leży 19 km na północ od Norwich i 174 km na północny wschód od Londynu. W 1961 roku civil parish liczyła 253 mieszkańców. Tuttington jest wspomniana w Domesday Book (1086) jako Totintuna.